# Vrba (Žirovnica)
Vrba (Duits: Velben of Weideneck) is een plaats in Slovenië en maakt deel uit van de gemeente Žirovnica in de NUTS-3-regio Gorenjska. De plaats telde 198 inwoners op 1 januari 2020.